# Vienna Open 2013
Il Vienna Open 2013, noto anche come Erste Bank Open per motivi di sponsorizzazione, è stato un torneo di tennis che si è giocato su campi di cemento al coperto. È stata la 39ª edizione del torneo e faceva parte delle ATP World Tour 250 series dell'ATP World Tour 2013. Gli incontri si sono svolti nella Wiener Stadthalle di Vienna, in Austria, dal 14 al 20 ottobre 2013.

## Partecipanti

### Teste di serie
| Nazionalità | Giocatore             | Ranking* | Testa di serie |
| ----------- | --------------------- | -------- | -------------- |
| Francia     | Jo-Wilfried Tsonga    | 9        | 1              |
| Germania    | Tommy Haas            | 12       | 2              |
| Italia      | Fabio Fognini         | 17       | 3              |
| Germania    | Philipp Kohlschreiber | 23       | 4              |
| Rep. Ceca   | Radek Štěpánek        | 39       | 5              |
| Francia     | Gaël Monfils          | 42       | 6              |
| Canada      | Vasek Pospisil        | 43       | 7              |
| Rep. Ceca   | Lukáš Rosol           | 45       | 8              |

* Ranking al 7 ottobre 2013.

### Altri partecipanti
I seguenti giocatori hanno ricevuto una wildcard per il tabellone principale:
- Martin Fischer
- Gerald Melzer
- Dominic Thiem

I seguenti giocatori sono passati dalle qualificazioni:

- Mirza Bašić
- Ruben Bemelmans
- Ilija Bozoljac
- Miloslav Mečíř, Jr.

## Campioni

### Singolare
Tommy Haas ha sconfitto in finale  Robin Haase per 6–3, 4–6, 6–4.
- È il quindicesimo titolo in carriera per Haas e il secondo del 2013.

### Doppio
Florin Mergea /  Lukáš Rosol hanno sconfitto in finale  Julian Knowle /  Daniel Nestor con il punteggio di 7–5, 6–4.